# Evangelos Kouvelis
Evangelos Kouvelis (em grego:  Ευάγγελος Κουβελης; nasceu? – faleceu?) foi um ciclista grego. Ele competiu em dois eventos nos Jogos Olímpicos de Verão de 1948, em Londres.